# Blues-rock
Blues-rock – styl w muzyce rockowej, powstały z połączenia elementów bluesa i rocka. Blues-rock narodził się w połowie lat 60. XX wieku w Wielkiej Brytanii i Stanach Zjednoczonych. Pierwszymi artystami grającymi blues-rocka byli Alexis Korner, John Mayall oraz Paul Butterfield Blues Band.
Muzycy grający w tym stylu stawiali sobie za cel odrodzenie klasycznego bluesa. Choć muzyka przez nich grana strukturalnie odpowiadała temu gatunkowi muzyki, nie był to ortodoksyjny czarny blues, lecz styl osadzony w estetyce rockowej. Często też nazywany był „białym bluesem”.

## Charakterystyka
Blues-rock opiera się na bluesowej improwizacji i 12-taktowej strukturze bluesa. Często charakteryzuje go mocniejszy riff gitarowy oraz szybsze tempo.

## Instrumenty
Do najważniejszych instrumentów stosowanych w blues-rocku zalicza się gitarę elektryczną, gitarę basową oraz zestaw perkusyjny. Wokal również przeważnie odgrywa kluczową rolę, jednak nie zawsze, biorąc pod uwagę liczbę instrumentalnych utworów blues-rockowych. Oprócz tego wykorzystywane są instrumenty klawiszowe, takie jak syntezator, fortepian czy organy Hammonda.
Brzmienie przesterowanych gitar odróżnia blues-rocka od tradycyjnego bluesa, w którym standardem jest gitara akustyczna.